# Хоменки (Винницкая область)
Хоме́нки (укр. Хоменки, пол. Chomenki) — село в Жмеренском
Код КОАТУУ — 0525388301. Население по переписи 2001 года составляет 2165 человек. Почтовый индекс — 23544. Телефонный код — 4344.
Занимает площадь 31,6 км².

## Религия
В селе действует Свято-Михайловский храм Шаргородского благочиния Могилёв-Подольской епархии Украинской православной церкви.

## Адрес местного совета
23544, Винницкая область, Шаргородский р-н, с. Хоменки, ул. 50-летия Октября